# Iide
Iide (飯豊町, Iide-machi) est un bourg du district de Nishiokitama, dans la préfecture de Yamagata, au Japon.

## Géographie

### Situation
Iide est situé dans le sud de la préfecture de Yamagata.

### Démographie
En 2010, la population d'Iide s'élevait à 8 052 habitants répartis sur une superficie de 329,60 km2.

## Culture

### Lieux remarquables
Le bourg d'Iide est membre de l'association Les Plus Beaux Villages du Japon
depuis 2009.

## Transports
Le bourg est desservi par la ligne Yonesaka de la JR East aux gares de Hagyū, Uzen-Tsubaki et Tenoko.

## Honneur
L'astéroïde (16261) Iidemachi est nommé en son honneur.